# Lewa Downs
Lewa je zaštićeni krajolik divljih životinja (Lewa Downs) na sjeveru središnje Kenije, južno od grada Isiolo, a sjeverno od vulkanske planine Mount Kenya. God. 2013., zaštićeno područje divljih životinja Lewa Downs i u njemu šumski rezervat Ngare Ndare, su upisani na UNESCO-ov popis mjesta svjetske baštine u Africi kao dio susjedne svjetske baštine nacionalnog parka Mount Kenya kao „prijelazno područje iz planinskog ekosustava u savanski sustav visoke aridnosti i bioraznolikosti”.
Lewa je osnovana 1995. god. na površini od oko 250 km² i na visinama od 1.400-2.300 metara, te uključuje planinsko područje, otvorene travnjake, riječne doline, s iznimno raznolikim spektrom tla, te biljnog i životinjskog svijeta. Tu se nalaze različite vrste staništa u rasponu od riječnih šuma, močvara, do suhe autohtone šume i savane. Lewa služi kao utočište za mnoge raznolike ugrožene vrste divljih životinja, ali također djeluje kao katalizator sveukupne zaštite života sjeverne Kenije i šire. Naime, podržavajući razvoj u zajednicama izvan granica zaštićenog područja, Lewa je postala vodeći uzor za održivo očuvanje divljih životinja u cijeloj istočnoj Africi.
Lewa je dom za više od 350 vrsta ptica, kao što su somalijski noj, kori droplja, i prekrasnim jorgovanskii valjak, te 70 vrsta sisavaca, uključujući pet velikih afričkih: lav, leopard, afrički slon, crni nosorog i afrički bivol. Ostale značajne vrste su: mravojed, gepard, žirafa, gnu, vodenkonj, hijena, Colobus majmun, sitatunga, bijeli nosorog, afrički divlji pas, zebra, te razne vrste šišmiša, primata, antilopa, i dr. Više od 10% od populacije kenijskih kritično ugroženih crnih nosoroga, tj. 72. jedinke, živi na području Lewe. Lewa također ima najveći broj ugroženih Grevyjevih zebri na svijetu, oko 378 jedinki. Zbog visoke gustoće divljih životinja, Lewa je u mogućnosti pomoći ponovno naseljavanje drugih parkove i rezervata u Keniji.
Unutar Lewe se nalazi civilna zračna luka koja ima 1.200 m nepopločane piste, a povezana je letovima s Nairobijem i nacionalnim parkom Maasai Mara.
Svake godine se u Lewi održava Lewa maraton s humanitarnim ciljem prikupljanje sredstava.

## Vanjske poveznice
- Lewa Wildlife Conservancy  Arhivirana inačica izvorne stranice od 8. rujna 2013. (Wayback Machine) Službena stranica zaštićenog područja (engl.) Posjećeno 17. rujna 2013.
- Službena stranica Nacionalnog parka Mount Kenya  Arhivirana inačica izvorne stranice od 25. siječnja 2010. (Wayback Machine) (engl.) Posjećeno 1. studenog 2011.